# تاد استاشویک
تاد استاشویک (به انگلیسی: Todd Stashwick) یک بازیگر و نویسندهٔ آمریکایی است.

## فیلم‌ها
| سال       | فیلم                            | نقش                     | یادداشت                |
| --------- | ------------------------------- | ----------------------- | ---------------------- |
| ۱۹۹۸      | نظم و قانون                     | راجر اپل                | یک اپیزود              |
| ۱۹۹۹–۲۰۰۸ | نظم و قانون: واحد قربانیان ویژه | ریکی بلاین/متیو پارکر   | دو اپیزود              |
| ۲۰۰۰      | انجل                            | شیطان ووکا              | یک اپیزود              |
| ۲۰۰۱      | ویل و گریس                      | گیب رابینسون            | یک اپیزود              |
| ۲۰۰۱      | بافی قاتل خون‌آشام‌ها             | شیطان مفاشنیک           | یک اپیزود              |
| ۲۰۰۱      | فرشته تاریکی                    | سالی                    | یک اپیزود              |
| ۲۰۰۱      | دارما و گرگ                     | گانتر                   | یک اپیزود              |
| ۲۰۰۲      | سی‌اس‌آی                          | متیو                    | یک اپیزود              |
| ۲۰۰۳      | به جنگل خوش‌آمدید                | مدیر اردوگاه            | فیلم کمدی اکشن         |
| ۲۰۰۳      | دنیای مالکوم                    | نیت                     | یک اپیزود              |
| ۲۰۰۴      | نمایش درو کری                   | تایلر                   | یک اپیزود              |
| ۲۰۰۴–۲۰۱۱ | سی‌اس‌آی: میامی                   | استیو دیویس/فرد ماسی    | دو اپیزود              |
| ۲۰۰۴      | مانک                            | وینستون برنر            | یک اپیزود              |
| ۲۰۰۴      | بوستون لیگال                    | متیو کالدر              | یک اپیزود              |
| ۲۰۰۴      | پیشتازان فضا: انترپرایز         | تالوک                   | یک اپیزود              |
| ۲۰۰۵      | سی‌اس‌آی: نیویورک                 | ایرا فینیشن             | یک اپیزود              |
| ۲۰۰۵–۲۰۰۷ | علف                             | کش، عضو گارد امنیتی     | یک اپیزود              |
| ۲۰۰۵–۲۰۰۶ | هنوز وایسادیم                   | کایل پولسکی             | چهار اپیزود            |
| ۲۰۰۶–۲۰۰۷ | جنگ در خانه                     | جفری                    | چهار اپیزود            |
| ۲۰۰۶      | آشنایی با مادر                  | کاپیتان استیو           | یک اپیزود              |
| ۲۰۰۶      | شما، من و دوپری                 | تونی                    |                        |
| ۲۰۰۸      | نابودگر: ماجراهای سارا کانر     | مایرون استارک/تی-۸۸۸    | اپیزود "Self Made Man" |
| ۲۰۰۸      | سوپرنچرال                       | دراکولا، تغییرشکل دهنده | یک اپیزود              |
| ۲۰۰۸      | غیب‌گو                           | فرانجیم اوگلتری         | یک اپیزود              |
| ۲۰۰۸      | پیمایشگر، شخص                   | ویک هایس                |                        |
| ۲۰۰۹      | به من دروغ بگو                  | هیو الیس                | یک اپیزود              |
| ۲۰۰۹      | زیاد ذوق‌زده نشو                 | سندی گودمن              | دو اپیزود              |
| ۲۰۰۹      | منتالیست                        | جرد رنفرو               | یک اپیزود              |
| ۲۰۰۹–۲۰۱۰ | قهرمان‌ها                        | الی                     | شش اپیزود              |
| ۲۰۱۰      | مزخرفاتی که پدرم می‌گوید         | دیکی تاد                | دو اپیزود              |
| ۲۰۱۱      | درمانگاه خصوصی                  | برت                     | یک اپیزود              |
| ۲۰۱۳      | تین ولف                         | هنری تیت                | نقش دوره ای            |
| ۲۰۱۳      | ذهن‌های مجرم                     | ادی لی ولکوکس           | یک اپیزود              |
| ۲۰۱۳      | اصیل‌ها                          | پدر روحانی کیارن اوکانل | نقش دوره ای            |
| ۲۰۱۳      | مرغ مقلد                        | توماس                   | فیلم ترسناک            |
| ۲۰۱۳      | آناتومی گری                     | آقای کرامر              | اپیزود: "Idle Hands"   |
| ۲۰۱۴      | گاتهام                          | ریچارد سیونیس           | دو اپیزود              |
| ۲۰۱۵      | ۱۲ میمون                        | دیکن                    |                        |
| ۲۰۱۹      | داستان ترسناک آمریکایی: ۱۹۸۴    | بلیک                    | اپیزود: "Mr. Jingles"  |
| ۲۰۲۰      | راه بازگشت                      | کورت                    |                        |